# 錦江村
錦江村（にしきえむら）は、佐賀県杵島郡にあった村。現在の杵島郡白石町の一部にあたる。

## 地理
- 海洋：有明海[2]
- 河川：廻里江川[2]
- 山岳：杵島山、稲佐山、飯盛山[2]

## 歴史
- 1889年（明治22年）4月1日、町村制の施行により、杵島郡戸ヶ里村、辺田村、田野上村が合併して村制施行し、錦江村が発足[1][2]。旧村名を継承した戸ヶ里、辺田、田野上の3大字を編成[2]。
- 1955年（昭和30年）4月1日、杵島郡竜王村と合併し、有明村を新設して廃止された[1][2]。合併後、有明村大字戸ヶ里・辺田・田野上となる[2]。

### 地名の由来
杵島山麓に近い平地は古代では海岸で、錦の浦と称されたことから。

## 産業
- 農業、商業[2]

## 名所・旧跡
- 稲佐神社[2]